# David Jolly
David Wilson Jolly (Dunedin, 31 ottobre 1972) è un politico statunitense, membro della Camera dei Rappresentanti per lo stato della Florida dal 2014 al 2017.

## Biografia
Laureato in legge, Jolly intraprese la professione di avvocato e lavorò come collaboratore del deputato Bill Young, per poi divenire lobbista.
Entrato in politica con il Partito Repubblicano, alla morte di Young si candidò alla Camera dei Rappresentanti per il suo seggio e nel 2014 riuscì a vincere le elezioni speciali sconfiggendo la candidata democratica Alex Sink. A novembre dello stesso anno si presentò come candidato per le elezioni legislative e venne eletto per un mandato completo da deputato.
Nel 2016 annunciò inizialmente la propria candidatura al Senato per il seggio lasciato da Marco Rubio, tuttavia quando Rubio rientrò in corsa Jolly lasciò la competizione e chiese agli elettori un secondo mandato da deputato. Nelle elezioni per la Camera affrontò l'ex governatore della Florida Charlie Crist, che lo sconfisse.